# Luísa Maria da Bélgica
Luísa Maria Amélia (Bruxelas, 18 de fevereiro de 1858 — Wiesbaden, 1 de março de 1924), foi uma Princesa da Bélgica, a filha mais velha do rei Leopoldo II e de sua esposa, a arquiduquesa Maria Henriqueta da Áustria.

## Biografia

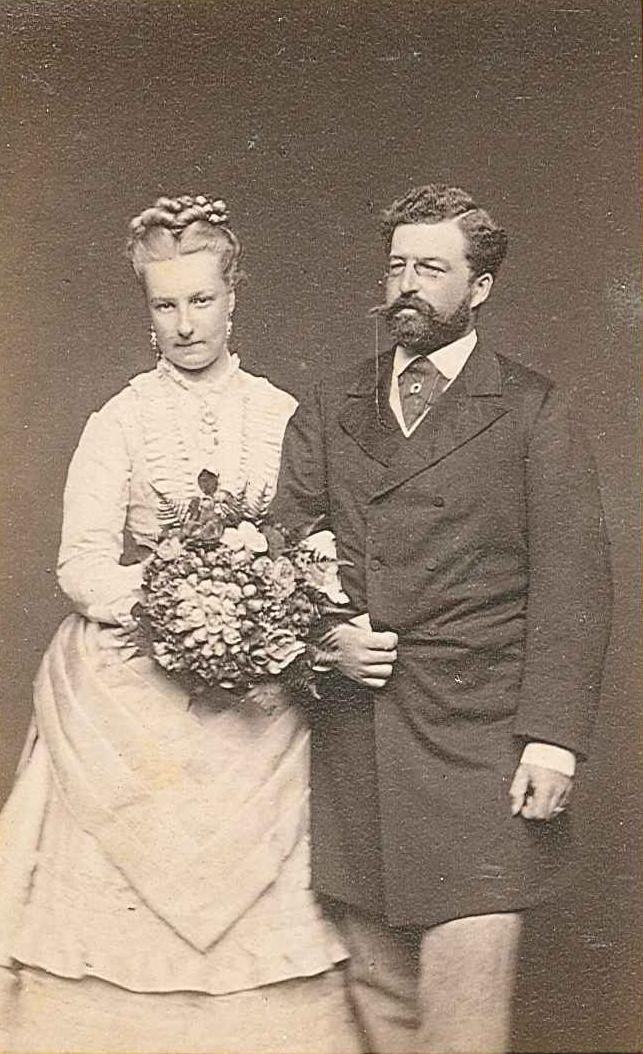
Luísa e seu esposo em 1875.

### Casamento e escândalos
No dia 4 de fevereiro de 1875, Luísa desposou seu primo Fernando Filipe de Saxe-Coburgo-Gota. Eles tiveram dois filhos:
- Leopoldo (1878-1916), que morreu quando sua amante jogou ácido em sua face;
- Doroteia (1881-1967), que desposou Ernesto Gunther de Schleswig-Holstein, sem deixar descendentes;

É dito que, antes do casamento, Luísa já havia tido flertes com vários homens, entre eles Fernando I da Bulgária (irmão de seu futuro marido), Rodolfo, Príncipe Herdeiro da Áustria (seu cunhado) e o arquiduque Luís Vítor (irmão caçula do imperador). 
Em 1895, Luísa envolveu-se romanticamente com Géza Mattachich (1868-1923), enteado do conde Oskar Keglevich von Buzin. Géza era um tenente  do regimento croata do exército do Império Austro-Húngaro. Eles se conheceram em Prater, em Viena.
Em janeiro de 1897, a princesa escandalizou Viena ao deixar seu marido permanentemente e fugir com Mattachich, levando sua filha com ela. Eles viajaram a Paris, Cannes, ao sul da França e a outros locais da Europa. O relacionamento com o filho piorou porque ele achava que as ações de Luísa tinham arruinado suas chances de herdar algo do avó materno. Aconselhada por seu noivo, a filha de Luísa logo a deixou.
Em 1898, Fernando Filipe e Mattachich lutaram um duelo em Viena, primeiro com armas e depois com espadas, no qual o príncipe foi ferido. 
Luísa e seu marido finalmente se divorciaram em Gota, no dia 15 de janeiro de 1906, quase oito anos depois que a princesa iniciou os procedimentos de divórcio.

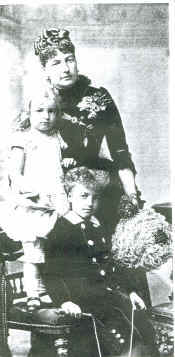
Luísa com seus filhos.

### Vida posterior
Sem o apoio do pai, do ex-marido ou dos filhos, os gastos de Luísa fizeram-na afundar em dívidas. Embora fosse filha do rei mais rico de sua época, ela foi forçada a alegar falência depois que se soube que Mattachich tinha forjado a assinatura da irmã de Luísa, a princesa Estefânia, para comprar joias de 2.500.000 dólares.
Como consequência do episódio, Luísa foi internada em maio de 1898 e Mattachich, sentenciado a quatro anos de prisão. Quando sua sentença terminou, ele ajudou-a a fugir do asilo e passaram o resto de seus anos em Paris. Depois da morte de Mattachich, ela recebeu um lugar para morar da rainha Isabel, esposa de seu primo Alberto I.